# Marasmus

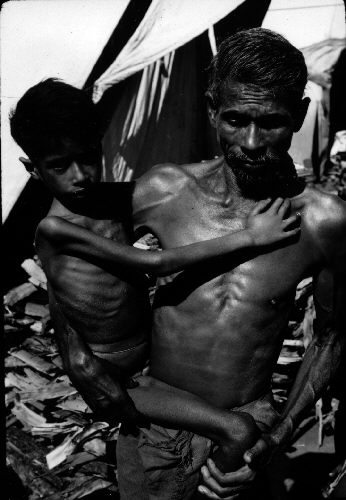
Marasmus bij vader en kind

Marasmus (ICD-10 E41, E42) is een vorm van ondervoeding die ontstaat door onvoldoende voedselinname, zoals bij een hongerstaking of darmziekte.
De term "marasmus" is afkomstig uit het Grieks, en betekent "wegkwijnen".
Het dient te worden onderscheiden van kwashiorkor, wat ontstaat door een tekort aan eiwitten. Bij marasmus is er zowel een tekort in de energie-inname als een eiwittekort. Er is geen vet-ophoping meer, als laatste redmiddel verbruikt de patiënt zijn eigen spieren als energiebron. De patiënt ziet er uitgemergeld uit (in tegenstelling tot het "hongerbuikje" bij kwashiorkor). Sterk ondervoede kinderen kunnen op lange termijn hersenletsels oplopen.